# تقييد السعرات الحرارية
تقييد السعرات الحرارية (CR)، أو الحد من السعرات الحرارية، هي نظام غذائي يقوم على تناول غذاء ذا سعرات حرارية منخفضة يمكن تعريف نسبتها إلى كمية السعرات السابقة التي كان يتم تناولها قبل السعرات الحرارية المقيدة عمدا، أو بالنسبة إلى الشخص العادي الذي يشبه من حيث نوع الجسم. وقد تبين تقييد السعرات الحرارية دون حدوث سوء التغذية للعمل في مجموعة متنوعة من الأنواع، من بينها الخميرة, الأسماك ،القوارض والكلاب ليتم تباطؤ عملية الشيخوخة البيولوجية، مما يؤدى إلى صيانة أطول لصحة الشباب وزيادة في كل من متوسط وأقصى مدة الحياة. تأثير إطالة العمر بسبب تقييد السعرات الحرارية ليست صحيحة على إطلاقها. الفئران البرية، على سبيل المثال، لا يعيشون حياة أطول عندما يتم إعطائهم سعرات مقيدة أو إخضاعهم للحمية.
في البشر الآثار الصحية على المدى الطويل لتقييد السعرات الحرارية المعتدل مع المغذيات الكافية غير معروفة.
وقد أجريت دراستان رئيسيتان حول مدة الحياة. التي شملت الرئيسيات غير البشرية (مكاك ريسوسي). ، التي بدأت في عام 1987 من قبل المعهد الوطني للشيخوخة، النتائج المؤقتة التي نشرت في أغسطس 2012 لتظهر أن تقييد السعرات الحرارية يضفي فوائد صحية على هذه الحيوانات، ولكن لم تثبت زيادة متوسط العمر . بيانات العمر القصوى ليست متاحة بعد، حيث أن الدراسة لا تزال جارية. دراسة ثانية مع بداية جامعة ويسكونسن في عام 1989 أصدرت النتائج الأولية لمدة الحياة في عام 2009، والنتائج النهائية في عام 2014. وجدت أن حالات الوفاة المسجلة تقييد السعرات الحرارية للرئيسيات كانت فقط 36.4٪ من الأسباب المرتبطة بالعمر عند مقارنة مع حيوانات التجربة، وكانت 56.2٪ فقط من معدل الوفاة لأى سبب.

## تأثيرات على البشر
في البشر الآثار الصحية على المدى الطويل لتقييد السعرات الحرارية المعتدل مع المغذيات الكافية غير معروفة.